# Podolce (Ukraina)
Podolce (ukr. Подільці) – wieś na Ukrainie w rejonie samborskim obwodu lwowskiego, nad Dniestrem.

## Historia
Pod koniec XIX w. wieś w powiecie rudeckim.